# برنارد فرنسيس ساول
برنارد فرنسيس ساول (بالإنجليزية: Bernard Francis Saul)‏ هو مصرفي أمريكي، ولد في 16 يناير 1872، وتوفي في 1 فبراير 1931.